# Sigmar Polke
Sigmar Polke, född 13 februari 1941 i Oels i dåvarande Nedre Schlesien, Tyskland, i nuvarande Oleśnica i Polen, död 10 juni 2010 i Köln i Tyskland, var en tysk konstnär.
Familjen flydde från Östtyskland när han var tolv år och bosatte sig i Düsseldorf. Tio år senare bildade han, tillsammans med Gerhard Richter och Konrad Lueg, konstnärsgruppen Kapitalistischer Realismus.
Duncan Campbell gjorde 2008 filmen Sigmar om honom.
Polke är representerad vid bland annat Moderna museet.